# Josep Maria Boronat Recasens
Josep Maria Boronat Recasens (Tarragona, 4 de febrer de 1904 - Barcelona, 30 d'abril de 1969) fou un polític catalanista, escriptor, poeta, advocat i magistrat català.

## Biografia
Va estudiar a Tarragona fins als 7 anys fins que es va traslladar amb la família a Altafulla. L'any 1917, amb només 13 anys, va convèncer els seus pares perquè el deixessin estudiar magisteri i, el 1920, trobà feina al Banco Nacional de Cuba a Barcelona. El 1922 va exercir de professor a La Salle Bonanova. Entre els anys 1917 i 1931 va estudiar les carreres de Magisteri i Dret. Dos anys més tard, l'any 1933, es va col·legiar com a advocat i va obtenir la plaça de professor de català de mestres i funcionaris. Durant la guerra civil fou nomenat president suplent del segon Tribunal Popular de Barcelona i, posteriorment, president del Tribunal Especial de Guàrdia número 3 de Barcelona.

## Obra escrita
Entre els anys vint i trenta, Josep M. Boronat Recasens va publicar articles i poemes al Diari de Tarragona i els setmanaris Camp de Tarragona, Pàtria de Valls, L'Estol de Vic, Joventut Catalana i el llibre d'assaig Silueta de l'orador editat per les "Publicacions de La Revista" i prologat per Jaume Bofill i Mates.

## Activitat política i cultural
En l'àmbit polític, l'any 1922 s'introduí als cercles culturals i polítics de Barcelona i s'afilià a Acció Catalana i a la Joventut Catalanista Republicana, fent amistat, entre d'altres, amb figures com Antoni Rovira i Virgili, Maurici Serrahima, Pau Vila i Jaume Bofill. El gener de 1939, Boronat s'exilia a França, on es retroba amb personatges de la cultura catalana com Pau Casals i Pompeu Fabra. Durant aquest temps va redactar una ponència per a la Comissió de Justícia de la Generalitat de Catalunya a l'exili i va escriure Bastir una democràcia normal i Maduresa política, obres que no es van publicar. L'any 1947, acollint-se a un indult, retorna a Altafulla. Tanmateix, en dues ocasions, fou detingut, empresonat i encausat per rebel·lió militar. Posteriorment, veurà negat el seu reingrés al Col·legi d'Advocats de Barcelona i acabarà treballant a La Catalana de Gas i Electricitat.

## Fons documental
La seva filla, Maria Mercè Boronat Blanch, seguint les últimes voluntats del seu pare, va lliurar a l'Ajuntament de Tarragona el fons documental de Josep M. Boronat Recasens integrat per 6 caixes de documentació i prop de 700 llibres de la seva biblioteca personal. Un fons que s'integra a l'Arxiu Històric de la Ciutat de Tarragona amb l'objectiu de garantir la seva conservació, accés i difusió.